# Pontificia, Real, Ilustre y Primitiva Archicofradía de Indignos Esclavos del Santísimo Cristo del Desamparo
La Pontificia, Real, Ilustre y Primitiva Archicofradía de Indignos Esclavos del Santísimo Cristo del Desamparo es una de las cofradías más antiguas de Madrid, propietaria de la imagen del Cristo del Desamparo de Alonso de Mena, que trata de fomentar la devoción a la citada Imagen como medio de comprender mejor el sufrimiento de Jesucristo en el momento de su crucifixión.

## Historia

### Antecedentes
La imagen del Cristo del Desamparo fue encargada a Alonso de Mena por el entonces corregidor de Granada, don Juan Ramírez de Arellano, quien luego fue nombrado corregidor de Madrid y pasó a residir en esa villa. A su muerte en 1644 lega la imagen al Convento de Nuestra Señora de Copacabana de los Agustinos Recoletos. En 1647 la escultura es colocada en la capilla de San Juan Bautista y San Francisco, que de forma corriente y debido a la creciente devoción de los madrileños a la misma comienza a denominarse capilla del Cristo del Desamparo.

### Fundación
Es en 1658 cuando, movido por el interés y número creciente de los devotos de la imagen, fray Lorenzo de San Nicolás, conocido arquitecto del siglo XVII español y agustino recoleto del convento, solicita al arzobispo de Toledo la aprobación de una cofradía y de sus ordenanzas. La aprobación se produce el 25 de mayo de 1658 mediante decreto del arzobispo. Esta primera organización de once ordenanzas preveía un límite máximo de 33 miembros en recuerdo de los años de Jesucristo y señala ya el Viernes Santo como el día central de la misma.

### Desarrollo
El rápido crecimiento de la devoción hizo que el 29 de enero de 1663 el arzobispo de Toledo autorizase la supresión de esta limitación. Posteriormente sus ordenanzas serán reformadas: en 1682, añadiéndose al nombre de la cofradía la denominación de Indignos Esclavos, y de nuevo el 17 de enero de 1885.

## En la actualidad
La última reforma de los estatutos fue aprobada por el arzobispo de Madrid el 11 de mayo de 1995. En la actualidad cuenta con diferentes actividades, actos y ejercicios de devoción y piedad, especialmente el triduo en honor de su titular que se celebra el Miércoles, Jueves y Viernes de Pasión (o de Dolores), y que son seguidas tanto por sus cofrades como por otros fieles.Cuentan con una página web con información publicada sobre todo ello.

## Archicofrades ilustres
Desde su fundación la archicofradía ha contado entre sus miembros a distintos reyes e infantes de España. A continuación se incluyen algunos de ellos, con la fecha de firma de su entrada en la archicofradía:
- 8 de septiembre de 1683: Carlos II y la reina doña María Luisa de Orleans.[9]
- 15 de septiembre de 1683: La reina madre, doña Mariana de Austria.[9]
- 30 de junio de 1752: Fernando VI y la reina doña María Bárbara de Braganza.[9]
- 30 de julio de 1752: La reina madre doña Isabel de Farnesio y el cardenal-infante don Luis de Borbón.[9]
- 28 de marzo de 1760: Carlos III, la reina doña María Amalia de Sajonia y el entonces príncipe de Asturias, don Carlos Antonio.[9]
- 5 de enero de 1790: Carlos IV.[9]
- 8 de enero de 1790: La reina doña María Luisa de Parma.[9]
- 2 de marzo de 1800: El entonces príncipe de Asturias, don Fernando.[9]
- 27 de marzo de 1815: Fernando VII su hermano y tío los infantes de España, don Carlos María Isidro y don Antonio Pascual.[9]
- 21 de junio de 1817: La reina doña María Isabel de Braganza.[9]
- 20 de enero de 1818: La infanta doña María Francisca de Braganza, mujer del infante don Carlos María Isidro.[9]
- 30 de marzo de 1819: El infante don Francisco de Paula.[9]
- 7 de julio de 1827: La reina doña María Amalia de Sajonia.[9]
- 12 de julio de 1830: La reina doña María Cristina de las Dos Sicilias.[9]
- 26 de marzo de 1845: Isabel II y la infanta María Luisa Fernanda.[9]
- 20 de marzo de 1848: El rey don Francisco de Asís.[9]
- 10 de noviembre de 1885: Alfonso XII, la reina doña María Cristina de Austria, la princesa de Asturias, María de las Mercedes y las infantas de España, doña María Teresa, doña María Isabel y doña María Eulalia.[9]
- 26 de diciembre de 1920: Alfonso XIII y la reina doña Victoria Eugenia.[9]